# Earth Intruders
«Earth Intruders» es el primer sencillo del sexto álbum, Volta, de la cantante islandesa Björk. El tema está coproducido por Timbaland, al cual conoció en los inicios de su carrera en solitario, y el cual le cedió algunos ritmos que pueden apreciarse en tres temas de su nuevo álbum: Earth Intruders, Innocence y Hope.
La canción fue lanzada el 9 de abril de 2007 digitalmente, ya que en ese momento aún se estaba trabajando en las remezclas del tema, lo que hizo que el sencillo saliese a la venta el 21 de mayo, catorce días más tarde que el álbum.

## Inspiración
Según la cantante, con este álbum pretendía recrearse, ya que consideraba que sus tres trabajos anteriores resultaron muy serios y experimentales, algo que se aprecia en este tema caracterizado por ritmos caóticos y distorsionados.
La canción está inspirada en un sueño que tuvo en un avión y en el cual veía como un tsunami arrasa con el avión, arrastrando a millones de personas y que finalmente arrasa la Casa Blanca de los Estados Unidos. Según Bjork, la letra resulta tan caótica porque simplemente reflejan las imágenes del sueño.

## Versiones de la canción
- Álbum Versión - 6:16

- Radio Edit - 3:18

- Mark Stent Radio Edit Mix - 4:26

- Spank Rock XXXChange Mix - 4:38

- Lexx Remix - 6:40

- Lexx Radio Edit - 4:05

- Mark Stent Radio Edit Instrumental - 4:30

## Videoclip
El video para Earth Intruders fue dirigido por el director francés Michel Ocelot, director de Kirikou y la bruja. En este, aparece un grupo de bailarines bailando al ritmo de tribal mientras el rostro de Bjork aparece por distintos lados de un fondo difuminado por remolinos con colores. Bjork aparece durante todo el video con sus ojos cerrados hasta el final en donde los abre, haciendo alusión al sueño que inspiró el tema, y en segundo plano, unas montañas y un lago, haciendo como una pequeña promoción a Islandia, su país natal. Según afirma Björk, el protagonista del vídeo es el mismo Kirikou a la edad de 20 años.
Ver Video: Earth Intruders
- Datos: Q2258683